# 대한민국 민법 제1022조
대한민국 민법 제1022조는 상속재산의 관리에 대한 민법 상속법 조문이다.
상속인의 재산 관리 의무와 예외 상황을 규정하고 있다.  

## 조문
제1022조(상속재산의 관리) 상속인은 그 고유재산에 대하는 것과 동일한 주의로 상속재산을 관리하여야 한다. 그러나 단순승인 또는 포기한 때에는 그러하지 아니하다.

第1022條 (相續財産의 管理)相續人은 그 固有財産에 對하는 것과 同一한 注意로 相續財産을 管理하여야 한다. 그러나 單純承認 또는 抛棄한 때에는 그러하지 아니하다.

## 같이 보기
- 상속
- 재산